# Дженайда (зіла)
Дженайда (бенг. ঝিনাইদহ) — район на південному заході Бангладеш. Входить до складу регіону Кхулна. Його площа становить 1,964.77 км. Межує з округом Куштія на півночі, районом Джессор і Західною Бенгалією в Індії на півдні, районом Раджбарі і округом Магура на сході та районом Чуаданга і Західною Бенгалією в Індії на заході. Найбільшим містом і штаб-квартирою цього округу є Дженаїда. На початку британського правління Дженаїда була поліцейським постом і була перетворена на тану в 1793 році. Підрозділ Дженайда був заснований у 1862 році та перетворений на округ у 1984 році.

## Географія
Середньорічна температура: максимум 37.1 мінімум 11.2 °C. Річна кількість опадів: 1,467 мм (57,8 в)

## Адміністративно-територіальний поділ
Заступник комісара: Сородж Кумар Нат
Голова: Канак Канті Дас

### Підрозділи
У цьому районі є шість упазил:
1. Дженаїда Садар Упазіла
2. Махешпур Упазіла
3. Калігандж Упазіла
4. Котчандпур Упазіла
5. Шаїлкупа Упазіла
6. Харінакунда Упазіла